# Charles Russell Orcutt
Charles Russell Orcutt ( 27 de abril de 1864, Hartland, Vermont - 25 de agosto de 1929) fue un botánico, malacólogo y naturalista estadounidense.
Su padre, Heman C. Orcutt, era granjero y un entusiasta horticulturista. Y su madre, Eliza Gray, era escritora de Arts. médicos para su padre, y poeta; y juntos compartían el amor por las plantas. No concurrió a la escuela primaria, ni sus hermanos, aprendiendo con sus padres.
En 1882, su padre y él se unen a un grupo de botánicos que hacían expediciones a Ensenada. Charles, de 18 años, era el más joven pero el más experimentado del grupo. Charles Parry el líder de la expedición notó sus cualidades inquisitivas. Y aprendió a recolectar, preservar y catalogar especímenes para estudio.
En 1884, con 20 años, se dio cuenta de que no existía en la región ninguna publicación técnica, por lo que funda "The West American Scientist", que aparece esporádicamente hasta 1919. Fue la primera de una serie de revistas científicas que fundó en su vida.
En 1892, Orcutt se casa con Olive E. Eddy, una médica de Míchigan. Olive vivía con su hermana en Pasadena, California, y a su vez ellas escribían y publicaban el magacín "Out of Doors For Women". Su viaje de bodas fue atípico: en carruaje de Pasadena a San Jacinto, y a San Diego, recolectando plantas. Se ubican en San Diego en una de las varias propiedades construidas por Orcutt y su hermano. En los siguientes seis años, tuvieron cuatro hijos.
Tenía su residencia en San Diego, realizando expediciones biológicas de recolección de especímenes a Baja California, Arizona, México, Jamaica, Haití; y cada vez más se alejó de su familia, viviendo en esas expediciones, falleciendo finalmente en Haití.
- La abreviatura «Orcutt» se emplea para indicar a Charles Russell Orcutt como autoridad en la descripción y clasificación científica de los vegetales.[1]

## Fuente
- Obituario, San Diego Union, 29 de agosto de 1929.
- https://web.archive.org/web/20080524074325/http://www.sandiegohistory.org/journal/journal.htm 1994, Vol. 40, N.º 1 & 2